# Carolyn Chelby
Carolyn Chelby, arabisch كارولين شلبي, DMG Kārūlīn Šilbī, ist eine tunesische Schauspielerin. Ihr bekanntester Film ist das 1990 erschienene Adoleszenz-Drama Halfaouine – Zeit der Träume, wo sie eine der Hauptfiguren spielte.

## Filmographie (Auswahl)
- 1990: Halfaouine – Zeit der Träume
- 1992: Walad al-Nas (Fernsehserie)[1]
- 1996: Arq (Insomnia)[2]
- 2010: Ras El-Am (Kurzfilm)